# Lúcio Norbano Balbo
Lúcio Norbano Balbo (em latim: Lucius Norbanus Balbus) foi um senador romano eleito cônsul em 19 com Marco Júnio Silano Torquato. Era o filho mais jovem de Caio Norbano Flaco, cônsul em 24 a.C., e irmão de Caio Norbano Flaco, cônsul em 15.

## Carreira
Norbano exerceu seu mandato por seis meses em 19 e foi substituído pelo cônsul sufecto Públio Petrônio. Ele e Silano Torquato são responsáveis pela aprovação da Lex Junia Norbana, que impedia que escravos libertados por pretores recebessem a cidadania romana e também evitava que os descendentes deles tivessem direito a herança. Libertos sob os termos desta lei passaram a ser conhecidos como "latini juniani".
Segundo Ronald Syme, Balbo é conhecido apenas por uma única informação preservada por Dião Cássio. Segundo ele, Balbo era um hábil trumpetista; ao amanhecer de seu primeiro dia como cônsul, ele começou a tocar seu trumpete, aterrorizando a população que acreditava que aquele ano seria anunciado com inauspiciosos agouros.
Em 24 de janeiro de 41, Balbo provavelmente estava com o imperador Calígula quando ele foi vítima de uma tentativa de assassinato pelos pretorianos liderados por Cássio Quereia. Flávio Josefo afirma que os apressados guarda-costas germânicos do imperador conseguiram impedir a maioria dos assassinos e mataram um certo Norbano, "um nobre de grande força física". Edmund Groag argumenta que se este nobre for Balbo, então ele teria morrido em 41. Porém, Syme lembra que este Norbano pode ser o filho de Balbo ou seu irmão mais velho.